# Boomer's Story
Boomer's Story è un album di Ry Cooder pubblicato nel 1972.

## Tracce
1. Boomer's Story (Tradizionale) – 4:13
2. Cherry Ball Blues (Skip James) – 4:10
3. Crow Black Chicken (Lawrence Wilson) – 2:14
4. Ax Sweet Mama (Sleepy John Estes) – 4:23
5. Maria Elena (Bob Russell, Lorenzo Barcelata) – 4:30
6. The Dark End of the Street (Dan Penn, Chips Moman) – 3:25
7. Rally 'Round the Flag' (George F. Root) – 3:34
8. Comin' in on a Wing e a Prayer (Jimmy McHugh, Harold Adamson) – 3:00
9. President Kennedy (Sleepy John Estes) – 4:39
10. Good Morning Mr. Railroad Man (Tradizionale) – 4:30

## Formazione
- basso - Tommy McClure
- clarinetto - Charles Lawing
- batteria - Jim Keltner, Roger Hawkins
- chitarra, voce in President Kennedy (Sleepy John Estes)
- armonica a bocca - Gene Finney
- corno inglese - George Bohanon
- percussioni - Milt Holland
- pianoforte in "Rally 'Round the Flag" - Randy Newman
- pianoforte, basso - Jim Dickinson
- voci - Dan Penn, Jim Dickinson